# Frankrijk op het Eurovisiesongfestival 1996
Frankrijk deed in 1996 voor de negenendertigste keer mee aan het Eurovisiesongfestival. In de Noorse stad Oslo werd het land op 18 mei vertegenwoordigd door Dan Ar Braz & Héritage des Celtes met het lied Diwanit bugale. Zij eindigden met 18 punten op de negentiende plaats.

## Nationale voorselectie
Net zoals het voorbije jaar koos men ervoor om een interne selectie te houden. Men koos voor Dan Ar Braz
& Héritage des Celtes met het lied Diwanit bugale.

## In Oslo
In Noorwegen moest Frankrijk optreden als dertiende, net na Noorwegen en voor Slovenië. Aan het einde van de puntentelling werd duidelijk dat Frankrijk de negentiende plaats had gegrepen met 18 punten.

### Gekregen punten
Nederland en België hadden respectievelijk nul en zeven punten over voor deze inzending.

#### Finale
| 12 punten | 10 punten   | 8 punten  | 7 punten  | 6 punten                         |
| --------- | ----------- | --------- | --------- | -------------------------------- |
|           |             |           | - België  |                                  |
| 5 punten  | 4 punten    | 3 punten  | 2 punten  | 1 punt                           |
|           | - Noorwegen | - Estland | - Finland | - Portugal - Verenigd Koninkrijk |

### Punten gegeven door Frankrijk

#### Finale
Punten gegeven in de finale:
| 12 punten | Oostenrijk          |
| 10 punten | Nederland           |
| 8 punten  | Verenigd Koninkrijk |
| 7 punten  | Noorwegen           |
| 6 punten  | Ierland             |
| 5 punten  | Portugal            |
| 4 punten  | Turkije             |
| 3 punten  | Zweden              |
| 2 punten  | Cyprus              |
| 1 punt    | Estland             |